# Les Yeux morts
Pour plus de détails, voir Fiche technique et Distribution.
Les Yeux morts (The Rose of the World ou  Rose of the World) est un film muet américain réalisé par Maurice Tourneur, sorti en 1918.

## Synopsis
En Inde, Rosamond English apprend que son mari, le Capitaine Harry English a été tué au combat. Après un certain temps, elle se marie avec Sir Arthur Gerardine mais est incapable d'oublier son premier mari, et cet amour est ravivé notamment lorsqu'elle le compare à Sir Arthur, un homme âgé et pompeux. Rosamond retourne en Angleterre pour aider le Lieutenant Belhune à écrire une biographie du capitaine, mais cela ne fait qu'augmenter ses angoisses. Quand Sir Arthur arrive avec son serviteur indien, il remarque que l'état de sa femme s'est détérioré. Après avoir lu pendant une journée le journal que tenait le Capitaine, dans lequel il note que la nourriture et l'eau étaient rares, elle arrive à la table du dîner et la vue de tant de denrées la rend hystérique, et elle est confinée dans sa chambre. Dans son délire, Rosamond demande au serviteur indien de prier pour le retour du Capitaine Harry, cette prière est satisfaite car il s'avère que le serviteur était en fait le Capitaine. Rosamond guérit et Sir Arthur s'efface. 

## Fiche technique
- Titre original : The Rose of the World
- Titre français : Les Yeux morts
- Réalisation : Maurice Tourneur
- Scénario : Charles Maigne, d'après le roman Rose of the World d'Agnes et Egerton Castle
- Direction artistique : Ben Carré
- Photographie : John van den Broek
- Production : Adolph Zukor
- Société de production : Famous Players-Lasky Corporation
- Société de distribution : Artcraft Pictures Corporation
- Pays d’origine :  États-Unis
- Langue originale : anglais
- Format : noir et blanc — 35 mm — 1,37:1 — Muet
- Genre : drame
- Durée : 50 minutes (5 bobines)
- Date de sortie :
  - États-Unis : 7 janvier 1918

## Distribution
- Elsie Ferguson : Rosamond English

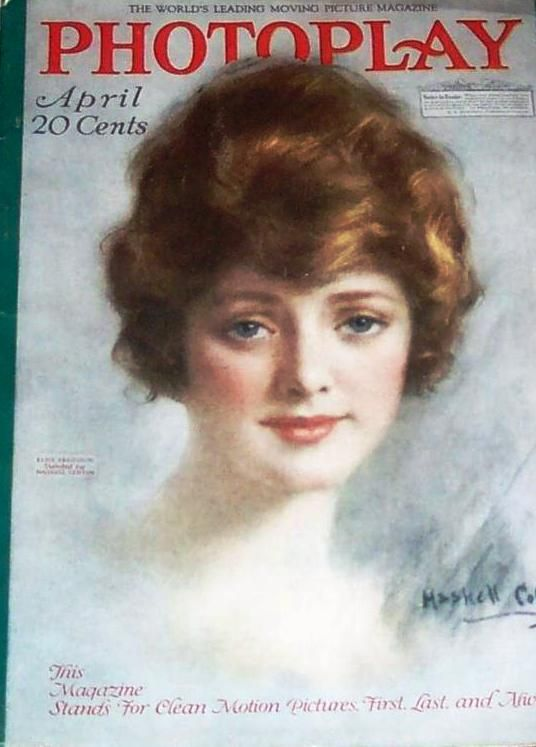
Elsie Ferguson, en couverture de Photoplay Magazine (avril 1918)

- Wyndham Standing : Capitaine Harry English
- Percy Marmont : Lieutenant Belhune
- Ethel Martin : Lady Cunningham
- Clarence Handyside : Sir Arthur Gerardine
- June Sloane : la nièce de Sir Arthur
- Marie Benedetta : Jani
- Gertrude Le Brandt : Mary
- Sloane De Masber : Docteur Chatelard